# Erdbebenschwarm bei Santorin
Koordinaten: 36° 36′ 0″ N, 25° 42′ 0″ O

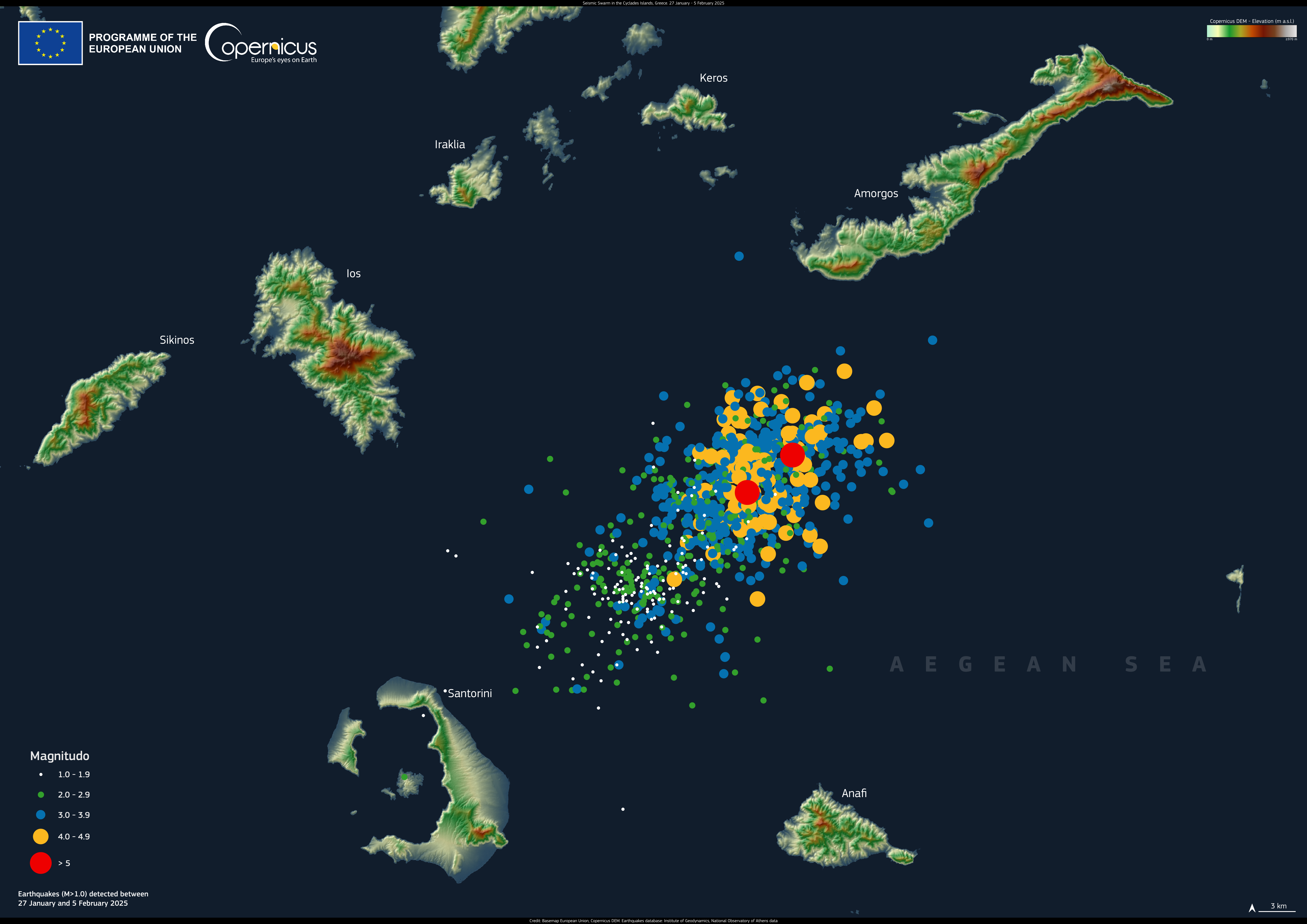
Erdbebenschwarm (Mitte) nordöstlich von Santorin (links unten) zwischen 27. Januar 2025 und 5. Februar 2025

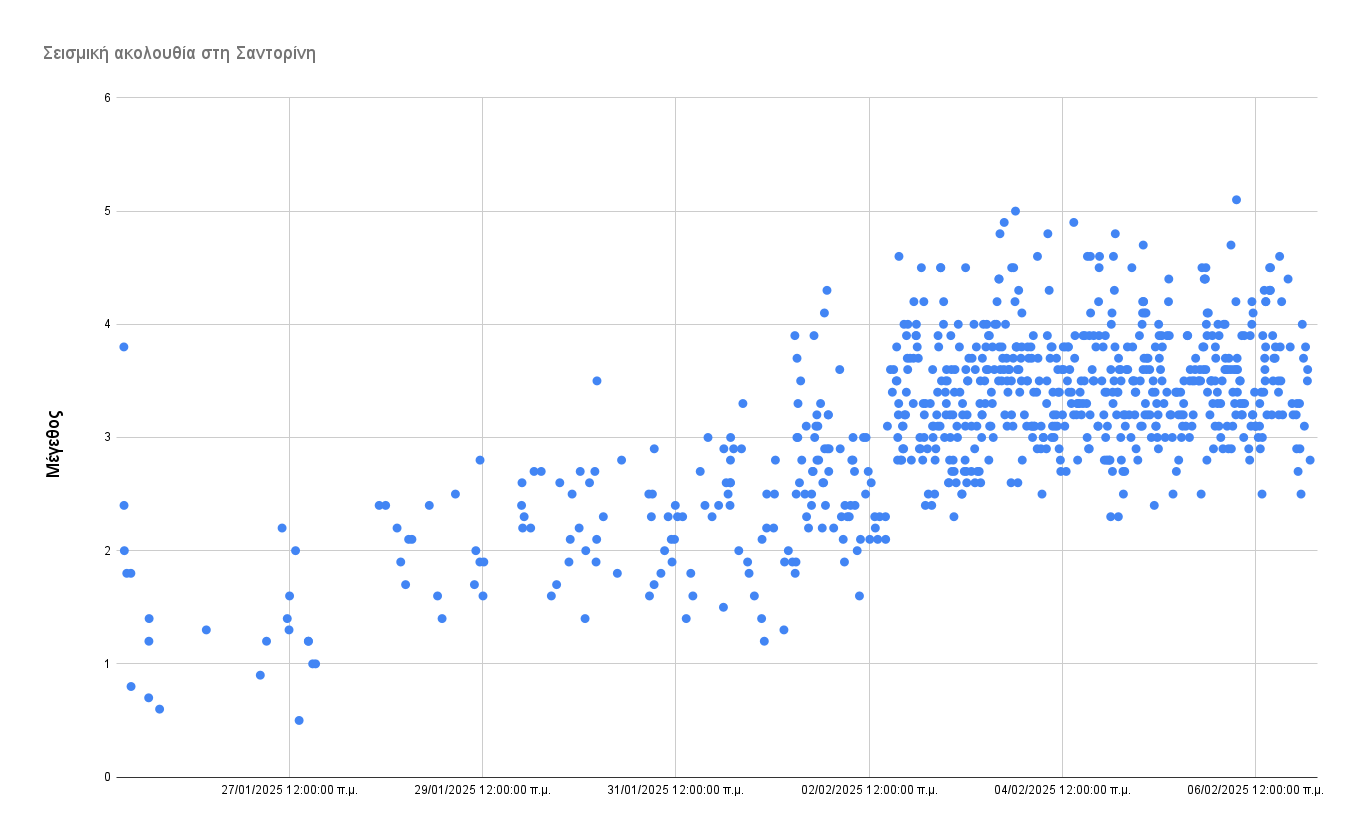
Seismische Aktivität bei Santorin zwischen dem 25. Januar und dem 6. Februar 2025, nach Magnitude.

Beim Erdbebenschwarm bei Santorin handelte es sich um eine Folge von tausenden Einzelbeben im Meeresgebiet nordöstlich der griechischen Vulkaninsel Santorin, die am 24. Januar 2025 begannen. Experten sagen, dass es die höchste seismische Aktivität in diesem Ausmaß seit dem Jahr 1964 sei.

## Auswirkung des Bebens
Der Erdbebenschwarm hat seinen Ursprung nahe der unbewohnten Felseninsel Anydros, 30 km nordöstlich von Santorin zwischen dem Unterwasservulkan Kolumbos und der Insel Amorgos. Vom 24. Januar 2025 bis zum 6. Februar wurden mehr als 7.700 Erdbeben registriert, bis zu 30 pro Tag lagen über der Erdbebenstärke 4,0 – die meisten fanden davon in weniger als 10 km Tiefe statt. Die Häufung von Erdbeben ist sehr ungewöhnlich. Die Erdbebenschwärme erreichten nach der Nacht vom 5. zum 6. Februar 2025 zunächst nicht mehr die bis dahin ermittelte Spitzenmagnitude von M 5,2. Vorläufig wurde die Situation so interpretiert, dass es sich um normale Variationen eines Erdbebenschwarms handle und dass die Gefahr noch stärkerer Erdbeben vorbei sei. Am 10. Februar 2025 fand jedoch ein Beben der Magnitude 5,3 statt, wonach der griechische Seismologe Gerasimos Papadoupoulos Zweifel daran äußerte, dass die Erde sich bald beruhigen würde.
Bis zum 25. Februar 2025 wurden mehr als 21.500 Erdbebenschwarm-Erschütterungen registriert.

## Ursache
Santorin ist ein aktiver Vulkan in einer seismisch und tektonisch sehr aktiven Region. Die Insel liegt im hellenischen Inselbogen, einer tektonischen Nahtstelle der Erdkruste. Unmittelbar südlich dieser Zone taucht die Afrikanische Erdplatte unter die Ägäische Teilplatte ab und sorgt dabei immer wieder für Erdbeben. Außerdem speist diese Subduktion auch den Kykladenbogen, einen Bogen aktiver Vulkane in der Ägäis, zu dem Santorini und der wenige Kilometer nordöstlich gelegene Unterseevulkan Kolumbos gehören.

## Untersuchungen
Ein deutsch-griechisches Forschungsteam beabsichtigt im Erdbebengebiet vier Unterwassermessstationen zu installieren, darunter am Kolumbos und bei der Anydros-Verwerfung. Die vier Unterwassermessstationen sollen die vulkanische Aktivität am Meeresboden überwachen. Zudem ist an Bord ein Seismograph, der besonders die Mikroseismizität erfassen soll.

## Maßnahmen

### Regierung
Die griechische Regierung rief am 6. Februar 2025 den Notstand auf der Insel Santorin aus, da die Insel mehrmals täglich von Erdbeben erschüttert wurde, und das manchmal innerhalb nur weniger Minuten. Die griechische Zivilschutzministerium und die Behörden schlossen vorsorglich die Schulen und untersagten große Versammlungen in Innenräumen. Zudem wurden die Menschen aufgefordert, sich von der Küste und den steilen Hängen der Insel fernzuhalten, da es hier zu Erdrutschen kommen könnte. Wenige Tage nach dem Beginn der Beben wurden zivilen Rettungseinheiten, zusätzliche Feuerwehrleute und medizinisches Personal auf Santorin stationiert. Die Katastrophenschutzbehörde hat für die Insel zunächst bis zum 3. März 2025 den Notstand ausgerufen. Ab Dienstag, den 4. März 2025, sollen die über mehrere Wochen geschlossenen Schulen auf Santorin, Amorgos, Ios und Anafi wieder öffnen.

### Flucht
Mit Stand 6. Februar 2025 haben von den rund 16.000 Einwohnern Santorins rund 11.000 Urlauber und Einheimische die Insel verlassen, da viele befürchteten, dass die seismische Aktivität einen Vulkanausbruch ankündigen könnte. Die Stadt Athen hat zahlreiche Holzhäuser in einem Sommerlager für jene Menschen geöffnet, die kein Geld oder Verwandte haben, um eine neue Bleibe zu finden, bis das Erdbeben um Santorin beendet ist.